# Pierre Contant d'Ivry
Pierre Contant d'Ivry (Ivry-sur-Seine, 11 de maig de 1698 — París, 1 d'octubre de 1777), fou un arquitecte i decorador francès. Va treballar fonamentalment per a la Corona i per a clients d'alt rang. Va tenir el títol d'arquitecte del príncep de Conti entre 1737 i 1749, data en la qual va ser substituït per Jean-Baptiste Courtonne, abans de convertir-se, el 1750, en arquitecte del duc de Orléans.
Per a Louis Philippe d'Orléans (1725-1785) va transformar el Palais-Royal el 1754. L'edifici, molt admirat, va ser publicat per Diderot i d'Alembert en la Encyclopédie de 1762.
El 1757 realitza un projecte per a la nova Església de la Madeleine, inspirat en el projecte de Jacques-Germain Soufflot per a l'Església de Sainte-Geneviève, del que la primera pedra va ser posada per Lluís XV de França el 1763 i que va ser formalment aprovat l'any següent. Però la mort de l'arquitecte el 1777 va modificar completament el projecte inicial. La seva obra és un intent d'unió entre la rocaille i el Neoclassicisme.